# クロース (映画)
『クロース』（原題：Klaus）は、2019年制作のスペインのアニメ映画。サンタクロースの誕生秘話を全く新しい伝説として描いた作品。

## あらすじ
北極圏に近い暗く凍てついた小さな町で郵便配達員をしているジェスパーはある日、人を寄せ付けない不思議なおもちゃ職人のクロースと出会う。2人はひょんなことから、一緒に町でおもちゃを配達することに。
やがて2人の間には友情が芽生え、それは長年争っていた住民たちの間のわだかまりを次第に解いていく。

## キャスト
※全て声の出演。
- ジェスパー：ジェイソン・シュワルツマン（吹替：内山昂輝）
- クロース：J・K・シモンズ（吹替：玄田哲章）
- アルバ：ラシダ・ジョーンズ（吹替：中村千絵）
- モーゲンス：ノーム・マクドナルド（吹替：斉藤次郎）
- ミセス・クラム：ジョーン・キューザック（吹替：塩田朋子）
- エリングボー：ウィル・サッソー
- サーミ族の少女：ネダ・マルグレーテ・ラバ
- セルジオ・パブロス

## 受賞
- 第73回英国アカデミー賞アニメ映画賞（2019年）[4]
- 第47回アニー賞（2020年）
  - 長編作品賞
  - 長編作品キャラクター・アニメーション賞
  - 長編作品キャラクター・デザイン賞
  - 長編作品監督賞
  - 長編作品美術賞
  - 長編作品ストーリーボーディング賞
  - 長編作品編集賞